# Ministerio de Trabajo y Promoción del Empleo
El Ministerio de Trabajo y Promoción del Empleo es la institución pública del Estado peruano responsable en materia laboral y de promoción del empleo. Implementa políticas y programas para mejorar la generación de empleo, y busca ayudar a las micro y pequeñas empresas (MiPyME).

## Reseña histórica

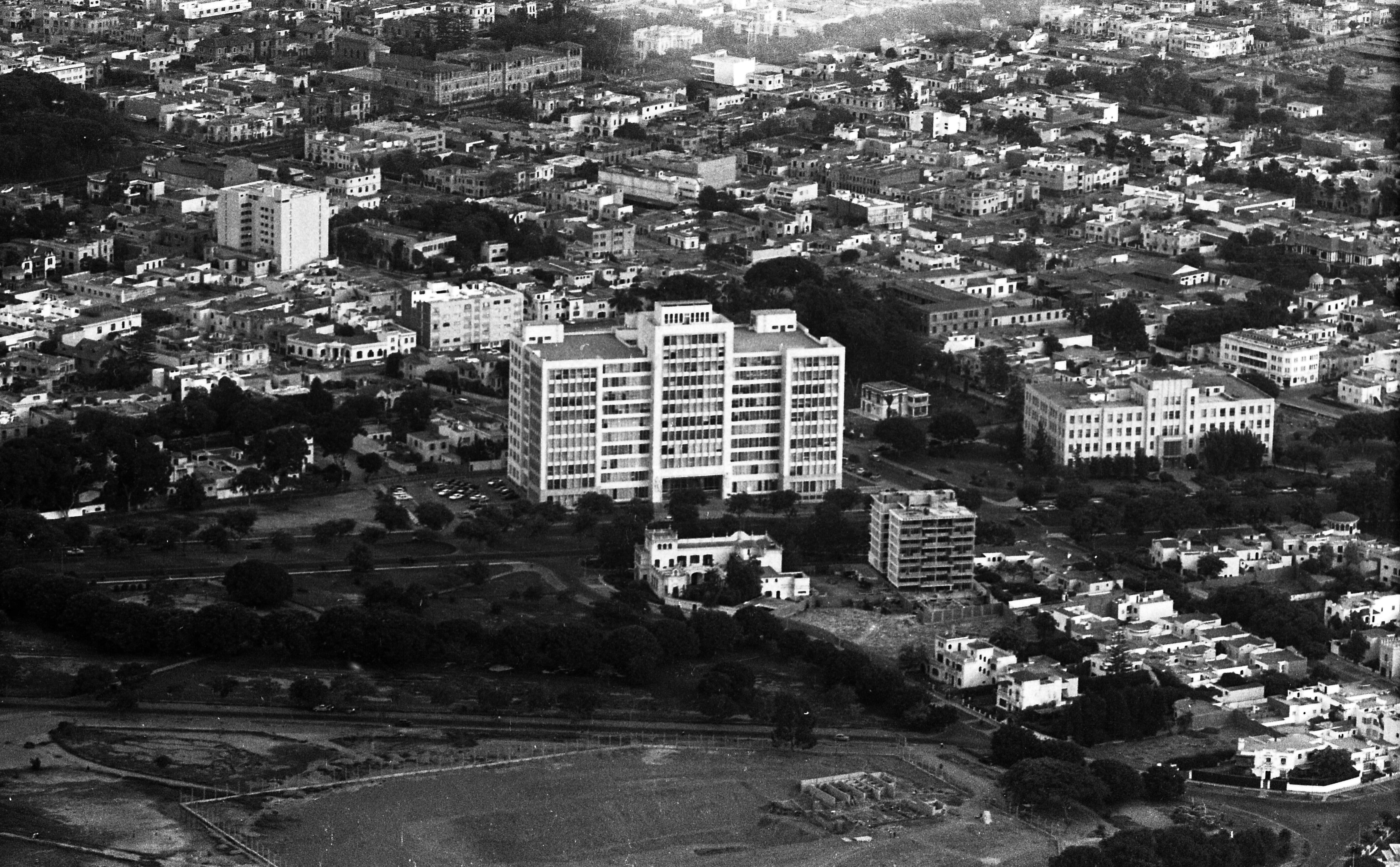
Vista aérea de la sede en 1960.

Si bien venía operando desde 1901 en otros Ministerios como una oficina, recién el 30 de abril de 1949 se crea mediante Decreto Ley N.º 11009 bajo el nombre de Ministerio de Trabajo y Asuntos Indígenas.
Luego, mediante otra Ley dada en 1966, el nombre de esta cartera pasa a ser Ministerio de Trabajo y Comunidades. Finalmente, en el 2001, adquiere su actual nombre.

## Misión
Es la institución rectora de la administración del Trabajo y la Promoción del Empleo, con capacidades desarrolladas para liderar la implementación de políticas y programas de generación y mejora del empleo, contribuir al desarrollo de las micro y pequeñas empresas, fomentar la previsión social, promover la formación profesional; así como velar por el cumplimiento de las Normas Legales y la mejora de las condiciones laborales, en un contexto de diálogo y concertación entre los actores sociales y el Estado.

## Organización
- Alta Dirección
  - Ministro de Trabajo y Promoción del Empleo del Perú
  - Viceministerio de Trabajo del Perú
    - Dirección General de Trabajo
    - Dirección General de Derechos Fundamentales y Seguridad y Salud en el Trabajo
    - Dirección General de Políticas de Inspección del Trabajo

  - Viceministerio de Promoción del Empleo y Capacitación Laboral del Perú
    - Dirección General de Promoción del Empleo
    - Dirección General del Servicio Nacional del Empleo
    - Dirección General de Normalización, Formalización para el Empleo y Certificación de Competencias Laborales

  - Secretaría General
    - Dirección Regional de Trabajo y Promoción del Empleo de Lima Metropolitana
- Asesoría Técnica
- Procuradoría
- Inspectoría Interna
- Auditoría y Exámenes Especiales
- Inspecciones e Investigaciones
- ESSALUD

## Órganos adscritos al Ministerio
- Seguro Social de Salud (ESSALUD) - Antes el Instituto Peruano de Seguridad Social (dependió entre 1973-1984)
- Superintendencia Nacional de Fiscalización Laboral (SUNAFIL)
- Consejo Nacional de Trabajo y Promoción del Empleo
- Consejo Nacional de Seguridad y Salud en el Trabajo